# LAV-600
 Cadillac Gage Textron LAV-600 — це американський бронетранспортер колісної формули 6×6, подальша розробка моделі LAV-300. Розроблений компанією Cadillac Gage як приватна ініціатива, LAV-600 має кращу вогневу потужність і мобільність ніж LAV-300. Має на озброєнні 105 мм гармату. Броня машини витримує попадання куль калібру 7.62 мм, а також дає захист від наземних мін та осколків ручних гранат. LAV-600 має низьку помітність завдяки низьким інфрачервоним, акустичним та сейсмічним показникам.

## Розробка і випробування
LAV-600 було розроблено як приватну ініціатив Cadillac Gage для експорту. Перший прототип LAV-600 було створено 1985. На цей же рік було оголошено про серійний випуск. Спочатку мав назву LAV-300 A1, у 1986 році отримав назву LAV-600. Тепер машину виробляє Textron Marine & Land Systems.
Випробування довели високу ефективність 105 мм гармати. У випробування було включено ведення вогню під різними вертикальними кутами, а також з баштою розвернутою на 90 градусів перпендикулярно корпусу. У обох випадках результати були задовільними. Мобільність і вогневу міць випробували наприкінці 1988 у Єгипті.

## Характеристики
У LAV-600 використано багато компонентів з LAV-300, а також деякі покращені компоненти, такі як важча броня, кращі прилади спостереження і озброєння.
Завдяки дизелю з турбонаддувом 6CTA 8.3 машина має потужність 275 к.с. Крім того LAV-600 оснащено повністю автоматичною коробкою передач Allison з шістьма передніми передачами. Максимальна швидкість 100 км/год. Радіус дії 600 км.
У конструкції бронетранспортера використані технології, що знижують помітність у інфрачервоному спектрі.
LAV-600 розроблено з урахуванням його транспортування літаками C-5 Galaxy, C-141 Starlifter, C-17 Globemaster III та C-130 Hercules .

## Озброєння
На LAV-600 встановлено повністю механізовану, з малим відбоєм башту з легкого танку Stingray. Це дозволяє використовувати як основну гармату BAE Systems RO Defence 105 мм M-68 гармату. На цій зброї використовується комп'ютеризована система керування вогнем, з механізованою системою розташованою у передній частині корпусу. Приціл навідника обладнаний лазерним далекоміром. Башта має огляд 360 градусів.
Додаткова зброя представлена спареним кулеметом калібру 7.62 мм. Захист від повітряних цілей здійснюється за допомогою розташованого на даху кулемету калібру 7.62 мм. Його можна замінити на кулемет калібру 12.7мм M2 HB.

## Захист
Корпус і башта зварні зі сплаву броньової сталі який дає захист від куль калібру 7.62 мм, осколків та фрагментів ручних гранат. Броньові плити підлоги дають захист від наземних мін. Також на корпусі можна закріпити додаткові броньові плити. Також можна використовувати боєстійкі шини.
LAV-600 може бути оснащений захистом від ядерної, біологічної та хімічної  зброї, а також може бути вкритий захисною фарбою проти хімічних атак.

## Оператори

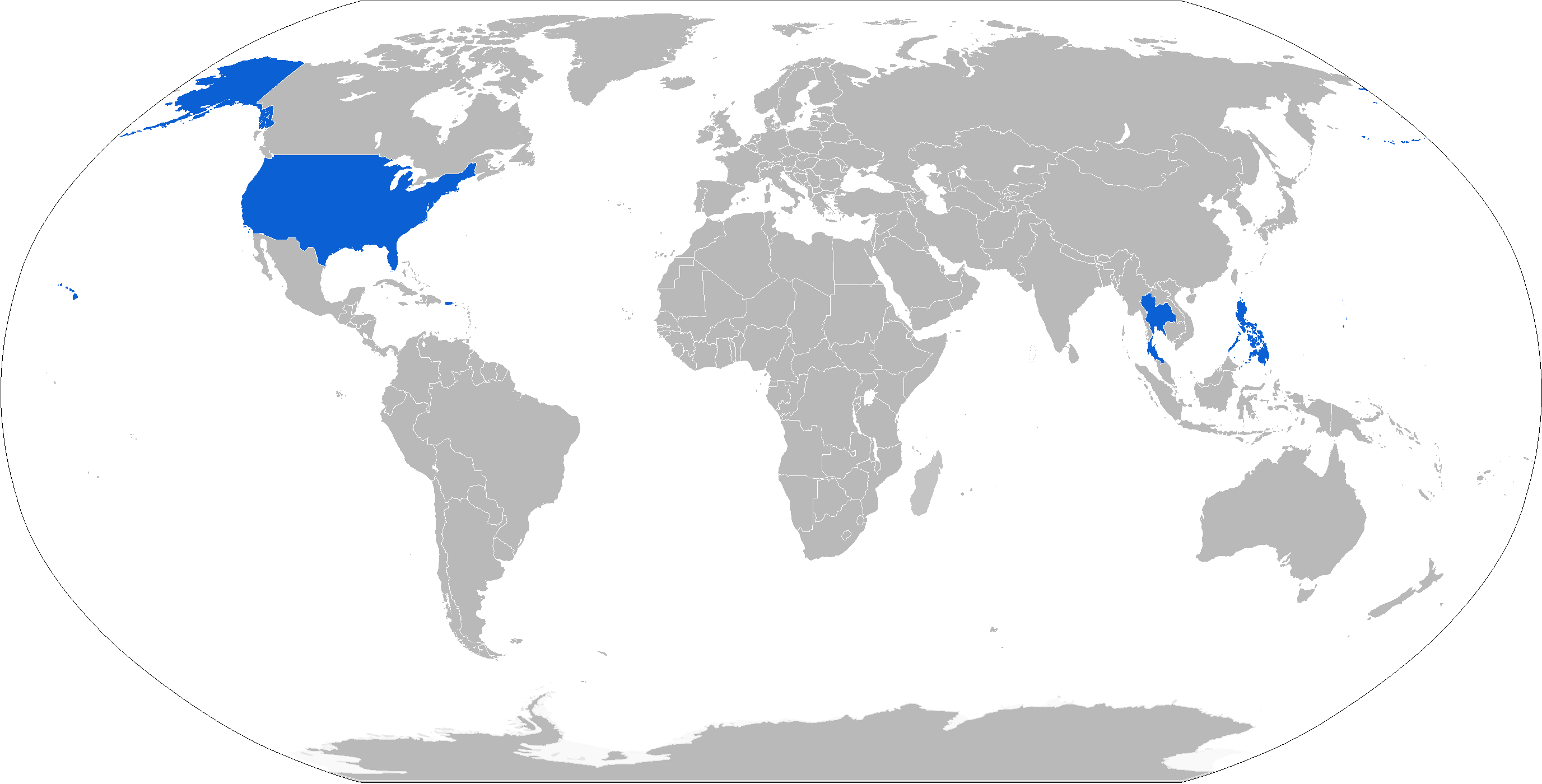
Мапа з синіми відмітками країн-операторів LAV-600

### Поточні оператори
- Філіппіни
- Таїланд
- Сполучені Штати Америки